# Тиокарбонильные соединения
Тиокарбонильные соединения — вид сераорганических соединений, содержащих связь C=S.
К тиокарбонильным соединениям относят тиоальдегиды и тиокетоны.
Тиоальдегиды и тиокетоны имеют структуру, в целом схожую со структурой их кислородных аналогов — альдегидов и кетонов. Однако в отличие от C=O связи C=S связь, образованная перекрыванием 2p-орбиталей атома углерода и 3p-орбиталей атома серы, менее прочная, поэтому тиокарбонильные соединения отличаются меньшей стабильностью и большей реакционноспособностью.